# 조너단 에드워즈 (학자)

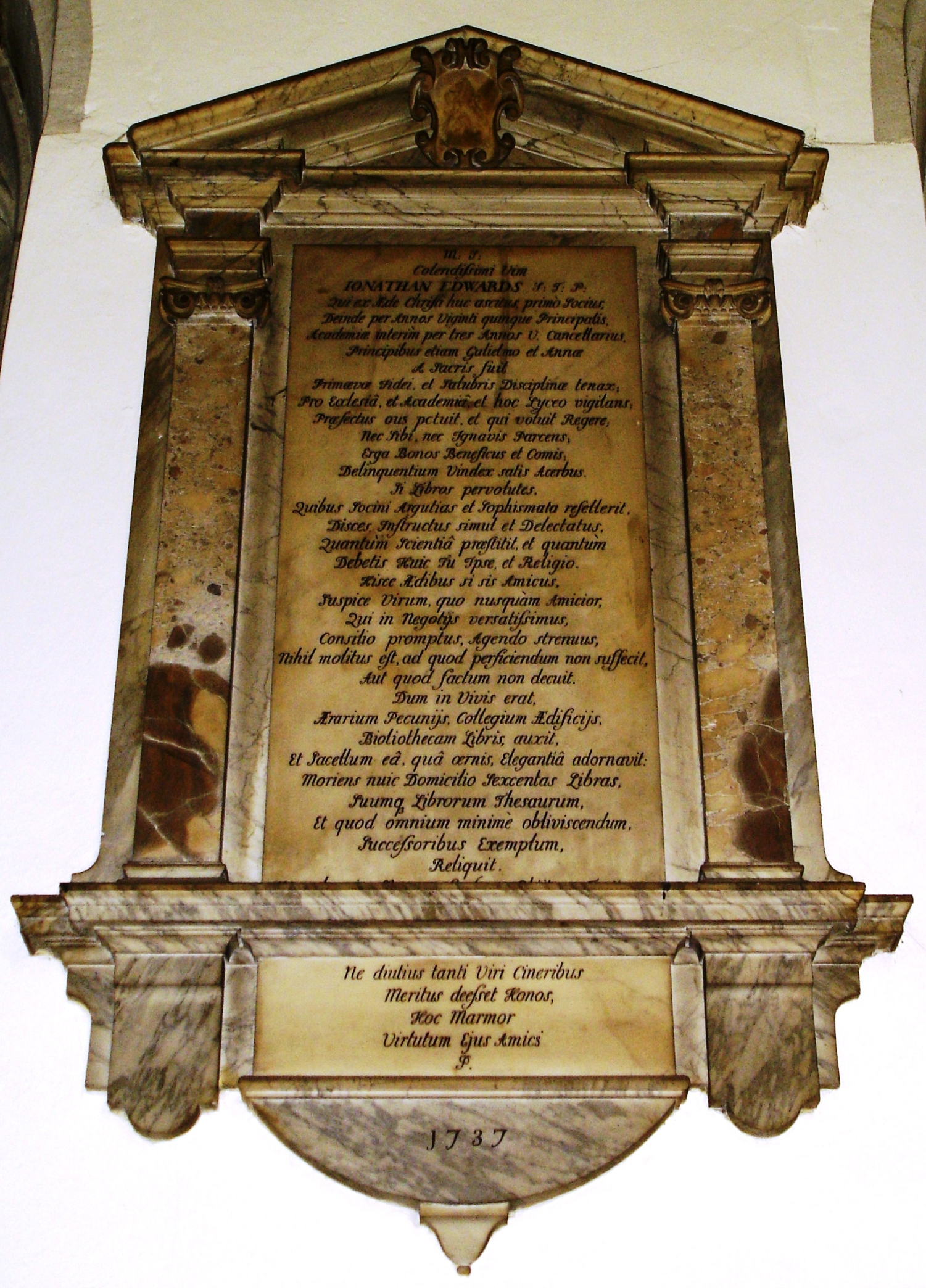
옥스포드 지저스 칼리지 예배당에 있는 에드워즈 기념석

조나단 에드워즈 (Jonathan Edwards , 1629년 - 1712년 7월 20일)는 1682년부터 1712년까지 영국 옥스포드 지저스 칼리지의 총장이며 신학자였다.  웨일즈 렉스햄에서 태어난 그는 1655년부터 1659년까지 옥스포드 크라이스 처치에서 공부하였다. 그는 A Preservative against Socinianism 과 A Vindication of the Doctrine of Original Sin from the exceptions of Dr. Daniel Whitby (1711)라는 책을 출판하여 소시니안주의와 율법폐기론자들과 신학적 논쟁을 하였다.  그는 자신의 도서를 지저스 칼리지에 기증하였고 예배당 증측을  위해 돈을 기증하였다.